# Zecas de Vananda
Zecas (em grego: Ζηκας) ou Zique (em parta: zy’k; romaniz.: *Zīg; em grego: Ζικ ou Ζιχ; romaniz.: Zik ou Zich) foi um nobre armênio dos séculos V e VI da dinastia local de Vananda.

## Nome
Zecas (Ζηκας, Zēkas) ou Zique (Ζικ / Ζιχ, Zik ou Zich) são as formas gregas do persa médio Ziaque (Ziyak) e do parta Zigue (Zīg [zy’k]), que derivaram do iraniano antigo *Jiaca (J̌ī̆yaka-), "vivido". Foi registrado em armênia como Zique (Զիկ, Zik).

## Vida
A parentela de Zecas é desconhecida, exceto que pertencia à dinastia local de Vananda. Compareceu ao Primeiro Concílio de Dúbio conveniado pelo católico Apovipcenes de Otmus em 505/6.